# Metline
Metline (àrab: الماتلين, al-Mātlīn) és una vila costanera del nord-est de Tunísia, situada 60 km al nord de Tunis, 28 km al sud de Bizerta i a 6 km de Ras Jebel. S'estén a la riba de la mar Mediterrània, tot ocupant una península entre la muntanya, el mar i el bosc, amb una costa de més de 6 km de llarg. Forma part de la delegació de Ras Jebel, a la governació de Bizerta. La municipalitat fou creada el 3 de maig de 1967 i tenia 9.904 habitants al cens de 2014, mentre que les tres seccions que engloba, Metline, Metline Ouest i El Garia, tenien una població total d'11.714 habitants en 2004. Per la importància dels intercanvis amb Bizerta, sovint se l'inclou en la conurbació bizertina.

## Administració
Forma la municipalitat o baladiyya homònima, amb codi geogràfic 17 22 (ISO 3166-2:TN-12), que s'estén per tres sectors o imades de la delegació o mutamadiyya de Ras Jebel (17 64):
- Metline (17 64 53)
- Metline Ouest (17 64 54)
- El Garia (17 64 57)